# Victoria stonebasher
The Victoria stonebasher (Marcusenius victoriae) là một loài cá thuộc họ Mormyridae. Loài này có ở Kenya, Rwanda, Tanzania, and Uganda. Các môi trường sống tự nhiên của chúng là sông, swamps, hồ nước ngọt, đầm lầy nước ngọt, and inland deltas. Nó bị đe dọa do mất môi trường sống.